# Pachymerium armatum
Pachymerium armatum är en mångfotingart som beskrevs av Filippo Silvestri 1905. Pachymerium armatum ingår i släktet Pachymerium och familjen storjordkrypare. Inga underarter finns listade i Catalogue of Life.